# Wilhelm Zehle
Wilhelm Zehle (Pruisen, 23 januari 1876 – Ahlhorn, deelstaat Nedersaksen, 1956) was een Duits componist en dirigent.

## Leven
Zehle begon zijn muziekstudies in Maagdenburg in 1895. Tegelijkertijd werd hij bij het muziekkorps van het 2e Koninklijke mobile Zee Battalion ingedeeld. In deze kapel speelde hij trompet en cornet en werd hij al spoedig solist. In 1900 ging deze militaire kapel, zonder hun dirigent Friedrich Wöhlbier, naar China en nam naast militairen uit Japan, Verenigde Staten, Oostenrijk-Hongarije, Verenigd Koninkrijk, Frankrijk, Italië en Rusland, deel aan de zogenoemde Bokseropstand. In deze tijd werd de dirigent vervangen door Zehle. Naar de terugkomst in 1901 speelde Zehle weer trompet. 
In 1903 stopte hij met zijn militair engagement en werkte voor de financiële afdeling van de havenadministratie van Wilhelmshaven in de deelstaat Nedersaksen. In 1916 vertrok hij naar Ahlhorn, eveneens in de Duitse deelstaat Nedersaksen. 
Met het begin van de 20e eeuw startte de Britse muziekuitgever Hawkes & Son een compositiewedstrijd voor marsmuziek. Wilhelm Zehle won vier keer deze wedstrijd: in 1900 met de mars Viscount Nelson, in 1901 met Army and Marine, in 1906 met Wellington en in 1908 met Trafalgar. 

## Composities

### Werken voor harmonieorkest
- 1895 Viscount Nelson
- 1901 Army and Marine
- 1906 Wellington
- 1908 Trafalgar
- 1912 Europe United
- 1931 The Sun God
- 1932 Coronel March
- Flaggensalut
- Klänge aus Peking

- Gemeinsame Normdatei: 1313579440
- International Standard Name Identifier: 0000 0000 2465 4624
- Library of Congress Control Number: n79052798
- Nationale Bibliotheek van Letland: 000118435
- MusicBrainz: d15a83d1-e1c7-457a-a925-ab9d02219040
- Nationale bibliotheek van Australië: 58868472
- Nationale Bibliotheek van Israël: 987007278302905171
- Virtual International Authority File: 30813654
- WorldCat: E39PBJgtbBxKKK7RV9999wWRrq